# Hanckemapolder
De Hanckemapolder is een voormalig waterschap in de Nederlandse provincie Groningen. De Helsingapolder wordt genoemd als rechtsvoorganger van dit waterschap.
De polder lag ten westen van de huidige Heemskinderenstraat en de Reidkampen in Zuidhorner wijk Oostergast en ten oosten van het Hoendiep. De molen van het schap sloeg uit op de Zuidhorner Schipsloot, waarvan de kade de zuidgrens van het waterschap vormde.
Waterstaatkundig gezien ligt het gebied sinds 1995 binnen dat van het waterschap Noorderzijlvest.